# آلمارتا (میزوری)
آلمارتا (به انگلیسی: Almartha) یک منطقهٔ مسکونی در ایالات متحده آمریکا است که در میزوری واقع شده‌است. آلمارتا ۲۸۴ متر بالاتر از سطح دریا واقع شده‌است.